# Sophie Theodora van Castell-Remlingen
Sophie Theodora (Theodore) van Castell-Remlingen (Castell, 12 mei 1703 - Herrnhut, 8 januari 1777), was de gravin van Reuss-Ebersdorf vanaf haar huwelijk met graaf Hendrik XXIX van Reuss-Ebersdorf in 1721 tot aan zijn dood in 1747.

## Biografie
Castell was het zesde kind en de vierde dochter van Wolfgang Dietrich, graaf van Castell-Remlingen en zijn tweede echtgenote Dorothea Renate von Zinzendorf. Op 7 september 1721 huwde Theodore in Castell met Hendrik XXIX van Reuss-Ebersdorf, zoon van graaf Hendrik X van Reuss-Ebersdorf en Erdmuthe Benigna, de dochter van Johan Frederik, graaf van Solms-Laubach. Theodore en haar echtgenoot Hendrik kregen in totaal dertien kinderen, onder wie Heinrich XXIV (1724-1779).

### Relatie met Nikolaus von Zinzendorf en de Evangelische Broedergemeente
Theodores moeder was de tante van graaf Nikolaus von Zinzendorf (1700-1760), de stichter van de Evangelische Broedergemeente. Zij deelde de piëtistische en missionaire idealen van haar neef. Toen Zinzendorf in 1720-1721 wegens ziekte langere tijd in Castell verbleef, was hij peter van een door Theodore tot het christelijk geloof bekeerd joods meisje. Ook werd hij halsoverkop verliefd op zijn nichtje. Zij reageerde echter afwachtend op zijn toenaderingspogingen. In het voorjaar van 1721 kwam na bemiddeling van Zinzendorf de verloving van Theodore met Hendrik XXIX tot stand. Zinzendorf zelf trouwde in 1722 met een zuster van Heinrich XXIX, Erdmuthe Dorothea. Na het overlijden van haar echtgenoot vestigde Theodore zich in Herrnhut.